# Старый ростовщик Исаак
«Старый ростовщик Исаак» (англ. Old Isaacs, the Pawnbroker, 1908) — американский короткометражный художественный фильм Уоласа Мак-Кэтчена, при участии Дэвида Уорка Гриффита.

## Сюжет
Фильм о старом ростовщике, еврее с добрым сердцем.

## Художественные особенности
Фильм был направлен против текстильного треста «Амальгамейтед ассошиейшн оф Клотс».
«… Мелкие ремесленники-портные, завсегдатаи „никель-одеонов“, иногда становившиеся и их директорами, по большей части были евреи-эмигранты из Средней Европы. Их-то и обижал вышеупомянутый трест…».

## В ролях
- Эдвард Дилон
- Дэвид Уорк Гриффит — доктор
- Мак Сеннет

## Интересные факты
- Ли Даугерти из «Байографа» принял сценарий Гриффита[1].